# Ульяновское училище олимпийского резерва
Ульяновское училище (техникум) олимпийского резерва — российское образовательное учреждение среднего профессионального образования в городе Ульяновске. Полное наименование — областное государственное бюджетное профессиональное образовательное учреждение «Ульяновский училище (техникум) олимпийского резерва» (сокр. ОГБПОУ «Ульяновское училище (техникум) олимпийского резерва» или ОГБПОУ УУ(Т)ОР). Основано 31 августа 1967 года.

## История
В 1966 году на базе Ульяновского социально-педагогического колледжа было открыто физкультурное отделение, а в 1967 году было открыто самостоятельное физкультурно-педагогическое училище № 3, по адресу ул. Льва Толстого, дом 36.
В 2008 году училище было переименовано на ОГОУ СПО «Ульяновский физкультурно-педагогический техникум» (УФПТ) и расположился в здании на проспекте 50-летия ВЛКСМ.
В 2013 году УФПТ было изменено наименование на областное государственное бюджетное профессиональное образовательное учреждение «Ульяновский физкультурно-спортивный техникум олимпийского резерва» (ОГБПОУ УФСТОР).
28.02.2020 года было изменено наименование с «Ульяновский физкультурно-спортивный техникум олимпийского резерва» на областное государственное бюджетное профессиональное образовательное учреждение «Ульяновское училище (техникум) олимпийского резерва».
За 50 лет своей работы техникум Олимпийского резерва подготовили порядка 4000 специалистов в области физической культуры и спорта, которые работают не только в Ульяновской области, но и за её пределами.

## Специальности
- Специальность 49.02.01 — «Физическая культура» квалификация: «Педагог по физическая культура и спорту»[1];
- Специальность 49.02.03 — «Спорт» квалификация: «Тренер по виду спорта»[1].
- С 1 сентября 2023 года техникум будет готовить тренеров-наездников[2][3].

### Виды спорта
Одновременно студенты проходят спортивную подготовку по базовым видам спорта, которые утверждены для региона Министерством спорта РФ и видам спорта, которые активно развиваются в Ульяновской области: гребля на байдарках и каноэ, плавание, лёгкая атлетика, биатлон, лыжный спорт, велоспорт, спортивная гимнастика, художественная гимнастика, дзюдо, спортивная борьба, бокс, тхэквондо, кикбоксинг, тяжелая атлетика, хоккей с мячом, футбол.

## Директорат
- Жидков Анатолий Васильевич (1967—1992)[4],
- Горбенко Валерий Александрович [5][6],
- Зобков Александр Дмитриевич [7][8],
- Борисов Борис Владимирович [9],
- Коников Владимир Иосифович (с 26.09.2013 по 21.04.2016),
- Арзамасов Алексей Федорович (по 23.08.2016),
- Крылов Владимир Валентинович (2016—10.09.2020, с 24.10.2024 — исполняющий обязанности директора)[10],
- Кузьмин Сергей Сергеевич (2020—24.10.2024)[11][10][12][13],

## Преподаватели
- Крылов Владимир Валентинович — олимпийский чемпион, Заслуженный Мастер Спорта, Почётный гражданин Ульяновской области[14],
- Головихин Евгений Васильевич — кандидат педагогических наук, Заслуженный тренер России, мастер спорта международного класса[14],
- Безручкин Александр Николаевич — чемпион мира по греко-римской борьбе, обладатель Кубков мира, Заслуженный мастер спорта России[14],
- Орешкин Виктор Иванович — тренер по лёгкой атлетике. Заслуженный тренер РСФСР,
- Андрианов Владислав Васильевич — Заслуженный учитель Российской Федерации,
- Баранов Алексей Александрович — тренер высшей категории по гребле на байдарках и каноэ[14],
- Баранова Варвара — мастер спорта, победитель Первенства Европы, бронзовый призер Первенства мира)[14].
- Арсеньев Александр Иванович — тренер-преподаватель по легкой атлетике, Заслуженный учитель Российской Федерации

## Известные воспитанники
Среди выпускников техникума — заслуженный мастер спорта, чемпион мира по хоккею с мячом Николай Афанасенко; заслуженный мастер спорта, чемпион и призер чемпионатов Европы Николай Иньков; бронзовый призёр Олимпийских игр по хоккею на траве Вячеслав Лампеев.
10 выпускников стали заслуженными тренерами СССР и Российской Федерации — Бильданов А. Н.; Вразовский В. А.; Зобков А. И.; Иньков Н. И.; Климачев А.; Криков А. И.; Митяев Ю. В.; Потапов П. В.; Рушкин А. Г.; Салюков А. В. 
50 выпускников техникума являются мастерами спорта международного класса:
Абрашина (Медведская Марина) (конькобежный спорт); Асеева Елена (тхеквондо); Бадалов Роман (кикбоксинг); Баландин Денис (хоккей с/м); Бригаднов Николай (гребля на байдарках); Гуркович Виктория (кикбоксинг); Евгений Давыдов (классическая борьба); Дубцова Елена (легкая атлетика); Егорова Татьяна (легкая атлетика); Евдокимов Сергей (хоккей с/м); Забегалин Валерий (классическая борьба); Зобков Александр (классическая борьба); Ивашкин А. В. (классическая борьба); Иньков Николай (классическая борьба); Климин Сергей (легкая атлетика); Козлов Дмитрий (хоккей с/м); Кочуров Александр (кикбоксинг); Лампеев Вячеслав (хоккей на траве); Логинов Юрий (хоккей с/м); Лягушев Алексей (легкая атлетика); Липатов Владимир (легкая атлетика); Мазаян Акоп (классическая борьба); Маланин Дмитрий (хоккей с/м); Мартьянов Евгений (легкая атлетика); Майоров Николай (легкая атлетика); Морозов Алексей (кикбоксинг); Наумов Сергей (хоккей с/м); Николаев Владимир (биатлон); Никулина Елена (паурлифтинг); Осипова Светлана (морское многоборье); Панкова Марина (легкая атлетика); Рушкин А. Г. (хоккей с/м); Рушкин Андрей (хоккей с/м); Сайдакова (Анкудимова) Л. (коньки); Салаев Сергей (классическая борьба); Садретдинова Рая (легкая атлетика); Севастьянов Сергей (морское многоборье); Сивоконь Лариса (морское многоборье); Селяев А. И. (классическая борьба); Соколов Юрий (классическая борьба); Терехов Владимир (хоккей с/м); Ушаков Артём (биатлон); Унашхотлов Арсен (каратэ); Фасхутдинов Ринат (хоккей с/м); Шубин Олег (хоккей с/м); Шеянов Владимир (кикбоксинг); Яковлев Дмитрий (тхеквондо); Яшнов Артем (каратэ); Маркелова Анна (худ. гимнастика); Ховрин Андрей (каратэ).
Клоков Алексей Александрович — Заслуженный учитель РФ, с 2013 по 6.09.2024 г. работал директором Гимназии № 1 имени В. И. Ленина, окончил училище в 1981 году.

## Галерея

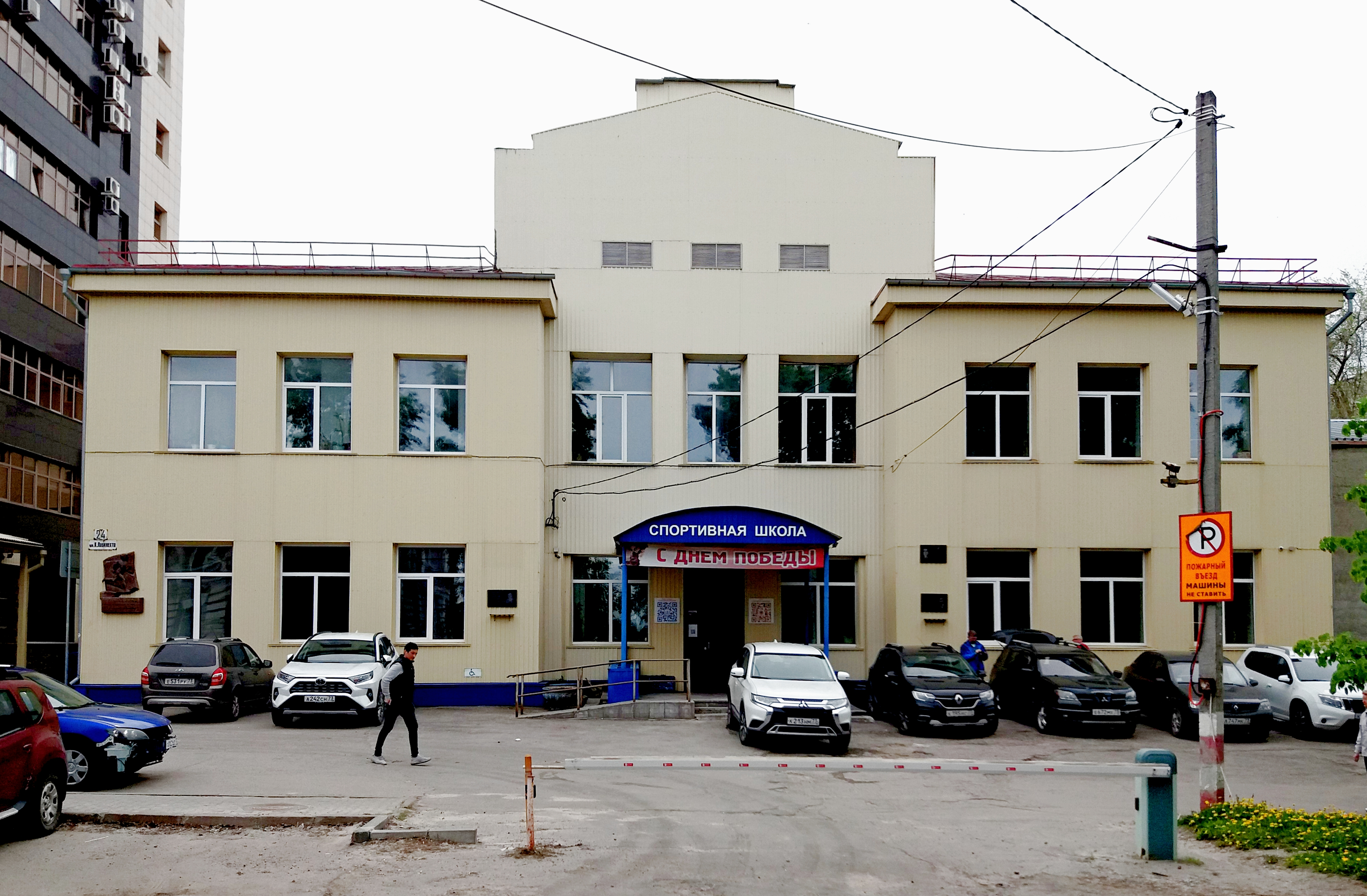
Старое здание училища.
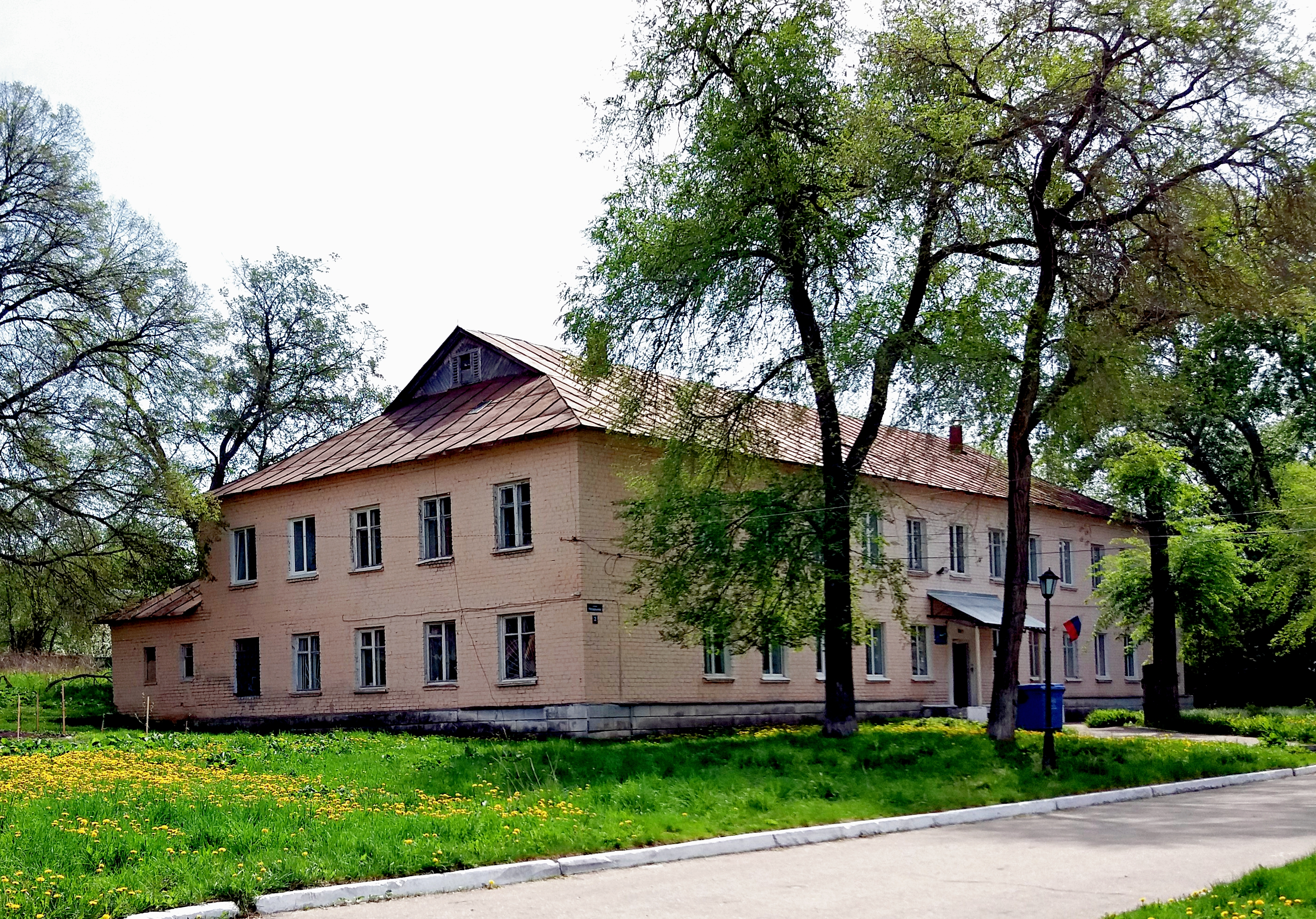
Общежитие училища.
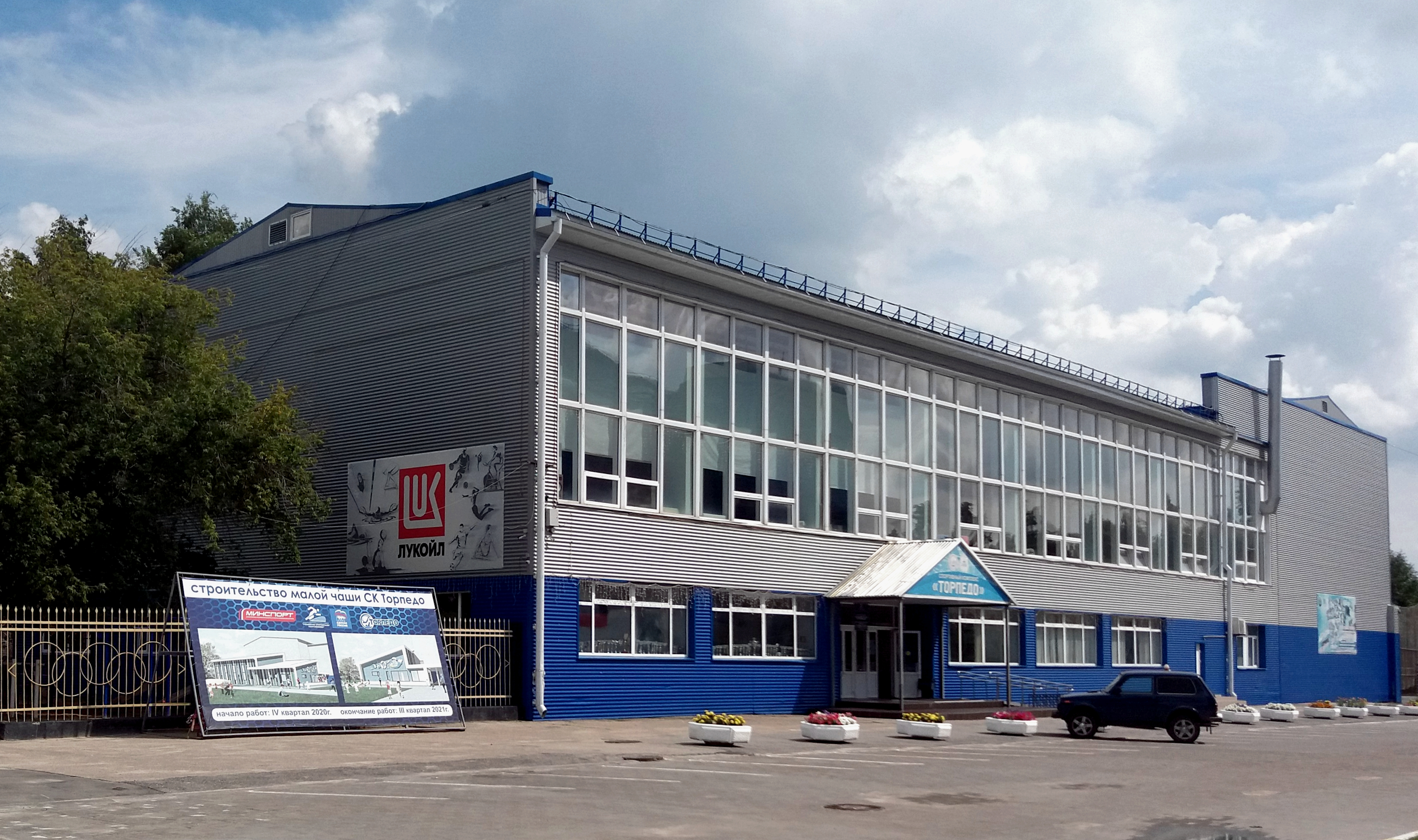
Спортивный комплекс «Торпедо» (бассейн, зал гимнастики).
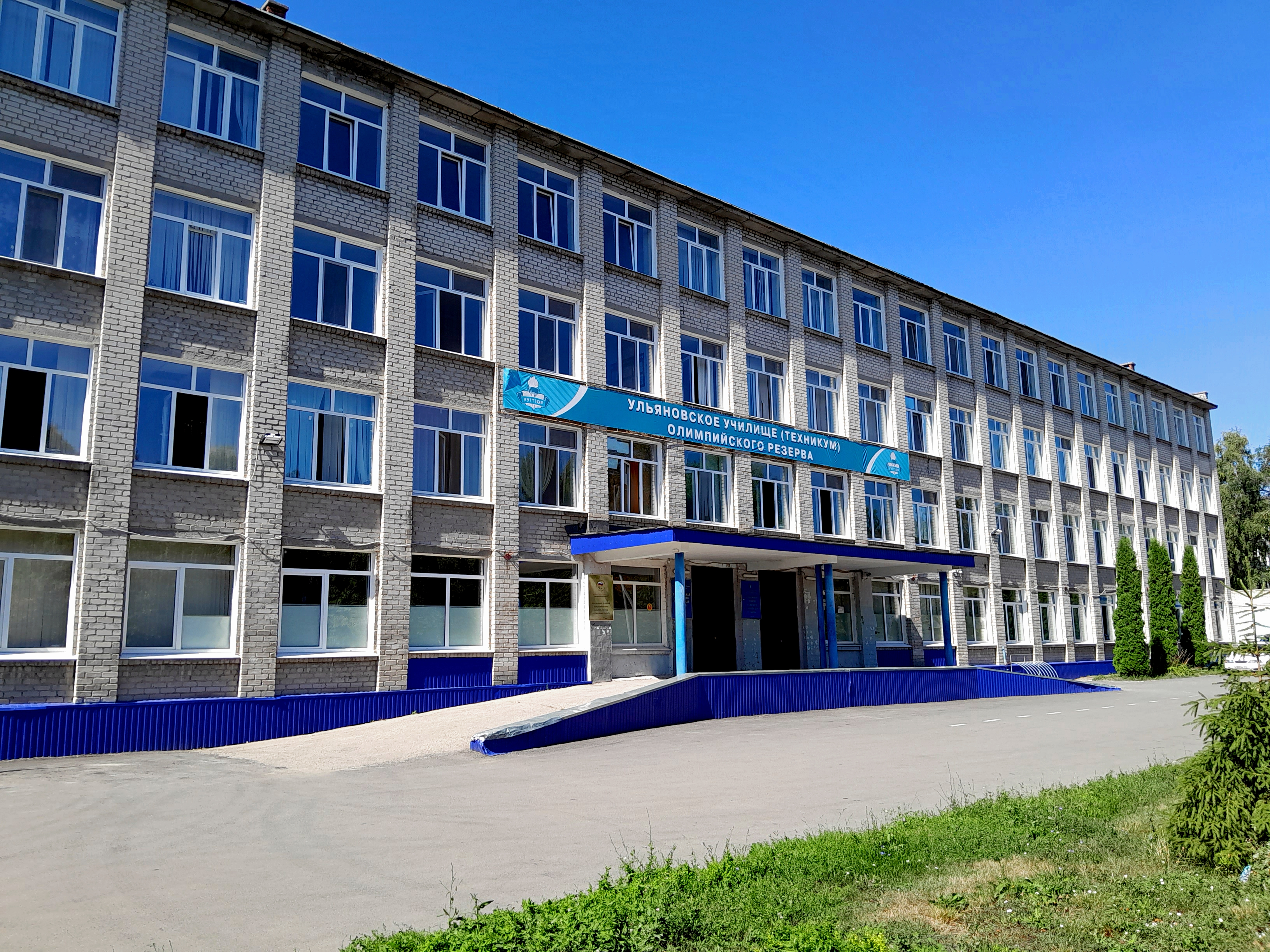
Ульяновское училище (техникум) олимпийского резерва.
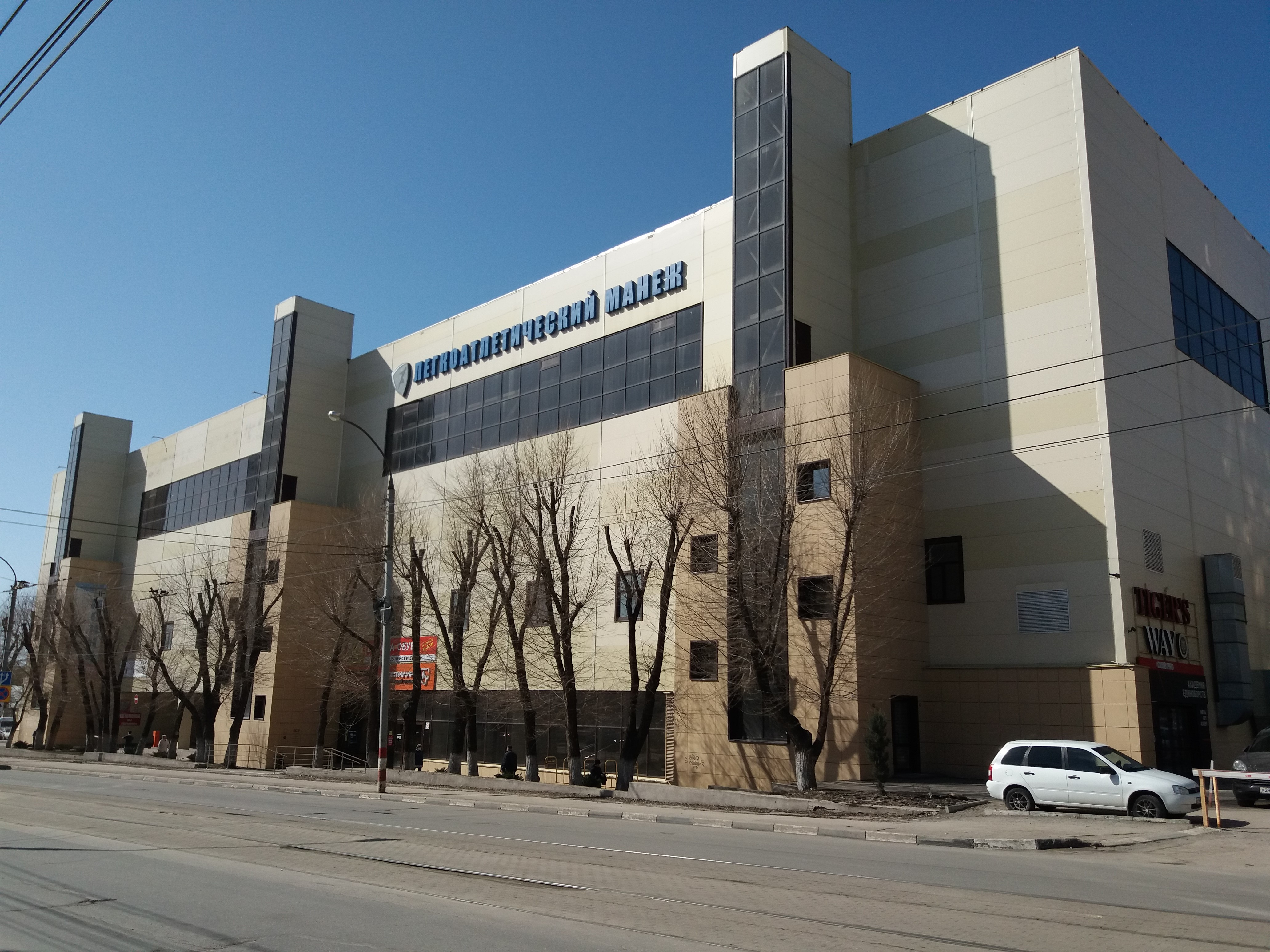
Легкоатлетический манеж "Спартак".